# Trematooecia gemmea
Trematooecia gemmea is een mosdiertjessoort uit de familie van de Colatooeciidae. De wetenschappelijke naam van de soort is, als Cigclisula gemmea, voor het eerst geldig gepubliceerd in 2009 door Judith E. Winston en Robert M. Woollacott.